# Kalivody
Kalivody (deutsch Kaliwod, 1939–1945 Trübwasser) ist eine Gemeinde in Tschechien. Sie liegt 18 Kilometer westlich von Slaný und gehört zum Okres Rakovník.

## Geographie
Kalivody befindet sich in dem zum Džbán (Krugwald) gehörigen Hügelland Řevničovská pahorkatina im Naturpark Džbán. Das Dorf liegt im Tal des Baches Bakovský potok, dessen Wasser westlich von Kalivody in den Teichen Jezero, Pohoř und Žabov gestaut wird. Gegen Westen erstreckt sich das Waldgebiet Kalivodský les, östlich der Pozdeňský les.
Im Nordosten erhebt sich die Vošková (469 m), südlich die Kopaniny (507 m), im Südwesten die Opuka (509 m), westlich die Králka (516 m) sowie im Nordwesten die Střela (482 m). Einen knappen Kilometer südlich des Dorfes verläuft die Staatsstraße I/16 zwischen Slaný und Řevničov.
Nachbarorte sind Přerubenice im Norden, Milý und Bdín im Nordosten, Mšec und Tok im Osten, Červený Mlýn, Lodenice, Mšecké Žehrovice, Pilský Mlýn und Lipina im Südosten, Třtice und Bucký Rybník im Süden, Řevníčov und Hředle im Südwesten, Králka, Kroučová und Třeboc im Westen sowie Filipov, Domoušice, Pochvalov und Dučice im Nordwesten.

## Geschichte
Archäologische Funde belegen eine frühzeitliche Besiedlung des Kalivoder Tales. Während der Latènezeit befand sich dort eine Fertigungsstätte für Armbänder aus Gagat.
Das Dorf war wahrscheinlich seit dem 14. Jahrhundert zweigeteilt; ein Anteil gehörte den Zemanen Hrabanie von Przerubenitz. Die erste schriftliche Erwähnung von Kalivoda erfolgte im Jahre 1389, als Peter Hrabanie de Kalivoda zusammen mit seinem gleichnamigen Neffen der Kirche in Srbeč ein Almosen auf ihre Güter in Kalivoda und Przierubenicz stifteten. Sitz der Hrabanie von Kalivoda, eines Seitenzweigs der Hrabanie von Przerubenitz, war eine Wasserfeste. Im 16. Jahrhundert wurde Kalivoda ein von Přerubenice unabhängiges, freies Gut. Zu den Besitzern gehörten Jindřich Hořešovec von Libušín, danach seine Witwe Magdalena. Diese setzte in ihrem Testament zunächst die Ehefrau des Jan Velemyský von Velemyšleves, Anna von Baršov, als alleinige Erbin ein, änderte dieses jedoch später und vermachte noch Jiřík Litmír von Háj eine Geldsumme aus dem Gut. Nach dem Erbfall war keiner der beiden Erbnehmer in der Lage, den anderen auszuzahlen. Deshalb verkauften die Söhne der Anna von Baršov gemeinsam mit Jiřík Litmír von Háj 1577 die Feste, den Hof und das Dorf Kalivoda an Adam Hruška von Březno, Citolib und Smolnice. Die Feste verlor damit ihre Bedeutung als Herrensitz und verfiel, an ihrer Stelle wurden später zwei Teiche angelegt.
Im Jahre 1596 kaufte der Hauptmann des Schlaner Kreises, Matthias Stampach von Stampach das Gut Kalivody von den Brüdern Hans, Adam und Karl Hruška und schlug es seiner Herrschaft Kornhaus zu. Da Matthias von Stampach kinderlos blieb, fiel die Herrschaft 1615 seinem Neffen Jan Rejchart zu. Dieser gehörte während des Ständeaufstands von 1618 dem Direktorium der Stände an. Nach der Schlacht am Weißen Berg wurde Jan Rejchart von Stampach zum Verlust der Hälfte seiner Güter verurteilt und die Herrschaft Kornhaus 1622 konfisziert. 1623 verpfändete die Hofkammer die Herrschaft zunächst an Elisabeth Popel von Lobkowicz. Im selben Jahre wurde Kornhaus gegen eine Schuld von 87.932 Schock Meißnischen Groschen an Wratislaw Reichsgraf von Fürstenberg, Heiligenberg und Werdenberg überschrieben. Jan Rejchart von Stampach, der 1628 nach Annaberg emigriert war, kehrte 1631 mit einem kursächsischen Heer nach Böhmen zurück und bemächtigte sich seines früheren Besitzes. Er wurde wieder aus Böhmen vertrieben und verlor 1634 wegen seiner Invasion auch die ihm verbliebenen böhmischen Güter. Nach dem Tode Wratislaws von Fürstenberg erbte 1634 seine Witwe Lavinia Gonzaga von Novellara die Herrschaft. Nachdem diese in zweiter Ehe Otto Friedrich von Harrach geheiratet hatte, brach zwischen den Grafen von Fürstenberg und Otto Friedrich von Harrach ein Erbstreit aus. Bei dessen Beilegung wurde die Herrschaft Kornhaus 1639 den aus der Ehe mit Lavinia Gonzaga stammenden Kindern Wratislaws zugesprochen. Nachdem Franz Wratislaw von Fürstenberg 1641 im Alter von zehn Jahren verstorben war, fiel das Erbe seiner Schwester Marie Eleonore Katharina, verheiratete Reichsgräfin von Hohenems zu.
Eleonore Katharina von Hohenems verkaufte 1662 die Herrschaft Kornhaus zusammen mit dem Fürstenbergischen Haus am Hradschin für 60.000 Gulden an Johann Adolph von Schwarzenberg, der am 14. Juli 1670 in den Reichsfürstenstand erhoben wurde. Der Hauptmann der Herrschaft Kornhaus, Elias Heidelberger von Heidelberg, ließ 1681 für die Herrschaft Kornhaus ein Urbar anlegen, das 613-seitige in alttschechischer Sprache verfasste Verzeichnis befindet sich heute im Archiv auf Schloss Třeboň. 1683 erbte Ferdinand zu Schwarzenberg die Herrschaft. 1703 erbte Adam Franz zu Schwarzenberg den Besitz; ihm folgte ab 1732 dessen Sohn Joseph I. zu Schwarzenberg, der 1780 die Herrschaft zum Familienfideikommiss erhob. Im Laufe des 17. und 18. Jahrhunderts ging der einst reichhaltige Wildbestand der Kornhauser Wälder immer mehr zurück; der Fasangarten bei Kalivody wurde 1733 aufgegeben. Nachfolgende Besitzer waren ab 1782 Johann I. zu Schwarzenberg, ab 1789 Joseph II. zu Schwarzenberg und ab 1833 dessen ältester Sohn und Fideikommisserbe Johann Adolf II. zu Schwarzenberg.
Im Jahre 1843 bestand Kaliwod / Kaliwoda aus 36 Häusern mit 247 Einwohnern. In der Nähe des Dorfes bestand sich die Reste einer Burg Cupkow. Pfarrort war Srbeč. Bis zur Mitte des 19. Jahrhunderts blieb Kaliwod der Fideikommissherrschaft Kornhaus mit Kaunowa untertänig.
Nach der Aufhebung der Patrimonialherrschaften bildete Kalivody / Kaliwod ab 1850 einen Ortsteil der Gemeinde Bdín im Bezirk Rakonitz und Gerichtsbezirk Neustraschitz. 1868 wurde das Dorf dem Bezirk Schlan zugeordnet. Im Jahre 1887 bestand Kalivody aus 46 Häusern und hatte 267 Einwohner. Der Schulunterricht erfolgte in Bdín. Die Straße nach Kalivody wurde 1920 hergestellt. 1920 löste sich Kalivody von Bdín los und bildete eine eigene Gemeinde. Der Großgrundbesitz der Familie Schwarzenberg wurde in den 1920er Jahren im Zuge der Bodenreform parzelliert. 1938 erfolgte die Elektrifizierung des Ortes. Im Jahre 1942 wurde die Gemeinde an das Fernsprechnetz angeschlossen. 1949 wurde Kalivody dem Okres Nové Strašecí zugeordnet, seit dessen Aufhebung im Jahre 1960 gehört die Gemeinde zum Okres Rakovník. 1963 wurde die Straße nach Kalivody asphaltiert. Am 1. Jänner 1980 erfolgte die Eingemeindung nach Srbeč. Seit dem 24. November 1990 bildet Kalivody wieder eine eigene Gemeinde. An den Teichen Poboř und Žabach befindet sich eine Bungalowsiedlung.

## Gemeindegliederung
Für die Gemeinde Kalivody sind keine Ortsteile ausgewiesen.

## Sehenswürdigkeiten
- Barocke Kapelle St. Peter und Paul auf dem Dorfplatz, erbaut im 18. Jahrhundert
- Borovice, der 24 m hohe Mobilfunkmast am Hang der Vošková wurde in Form einer künstlichen Kiefer errichtet.
- Haus Nr. 6, Fachwerkbau in Volksbauweise
- Nach alten Überlieferungen soll auf der Střela eine Feste gestanden sein; um sie rankt sich die Sage vom Raubritter Černobýl
- Burgstall Cupkov westlich des Dorfes auf der Lehne Zámecká, er wurde auch als neues Schloss bezeichnet.